# Église Saint-Étienne d'Aulnay-sur-Mauldre
Pour les articles homonymes, voir Église Saint-Étienne.
L'église Saint-Étienne d'Aulnay-sur-Mauldre dans les Yvelines est une église catholique paroissiale.

## Histoire
En 1258, le prieuré Saint-Martin-des-Champs fit construire une chapelle à cet endroit.  Cette chapelle est modifiée et agrandie en 1545 et 1621, mais elle souffre d'un manque d'entretien. Les vases sacrés sont volés en 1791. Une tentative de reconstruction est faite en 1834, mais la toiture n'est plus étanche. En 1851, les architectes Blondel et Fleury proposent un projet de restauration qui n'est pas retenu.
La commune prend alors en 1852 la décision d'une reconstruction totale. C'est en 1856 qu'elle est reconstruite sur les plans de Blondel, et élevée au rang d'église paroissiale. La cloche du sanctuaire comporte l’inscription : « J’ai été fondue pour l’église d’Aulnay-sur-Mauldre et bénite le 6 septembre 1855 ».
Elle est rouverte au culte dans les années 1990.
La restauration de la toiture et du clocher est entreprise dès 2019 jusqu'en 2022.

## Architecture

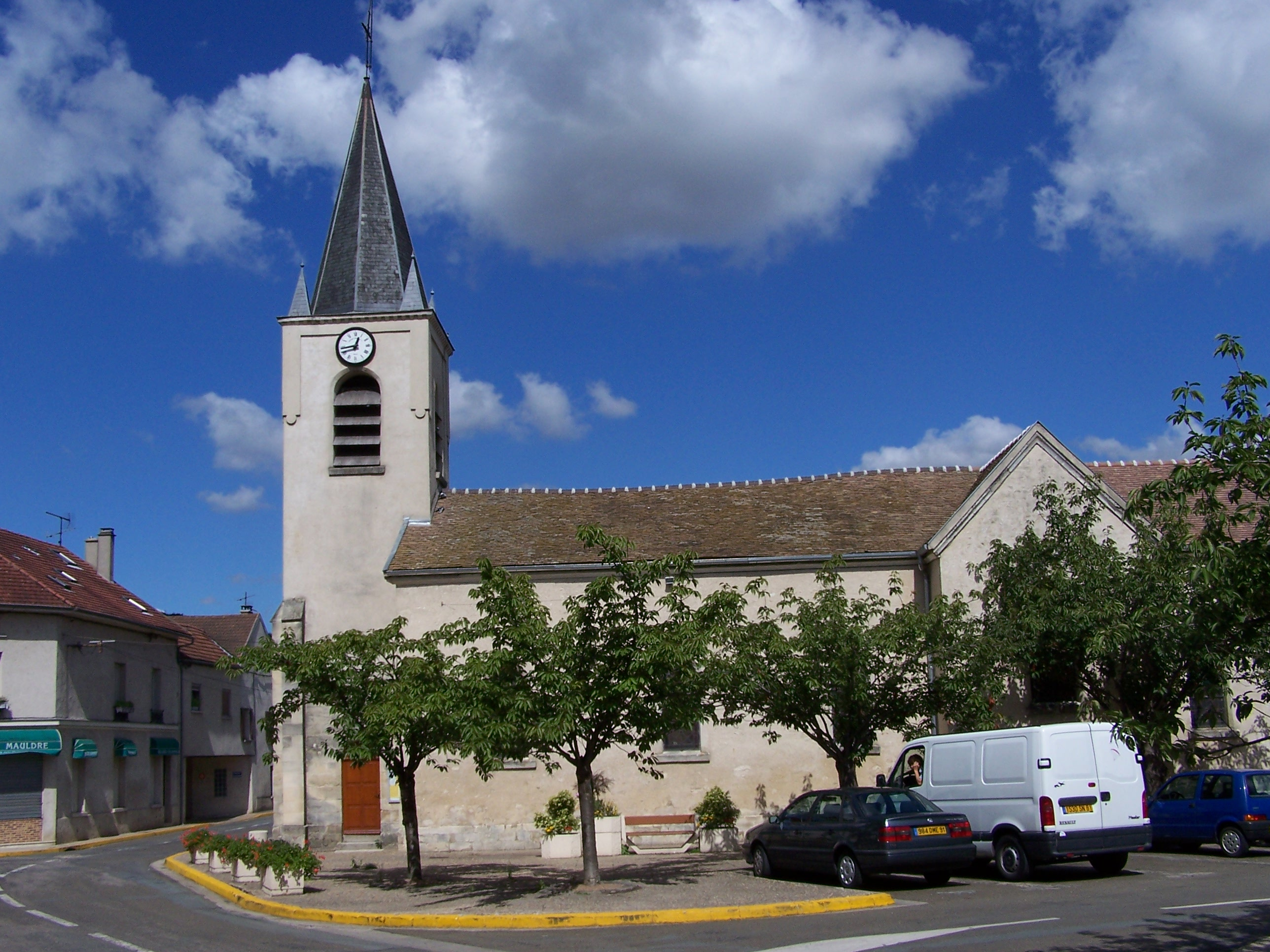
L'église Saint-Étienne

C'est un bâtiment à la façade élancée, qui s'ouvre sur un portail de pierre blonde.